# Afhankelijk ontstaan
Afhankelijk ontstaan (Pali: paṭiccasamuppāda; Sanskriet: pratītya-samutpāda) is het principe van causaliteit, hoe dingen ontstaan afhankelijk van een oorzaak, en is een van de centrale leringen in het boeddhisme. De lering van het afhankelijk ontstaan betreft zowel causaliteit als basisprincipe, als de keten van wederzijds afhankelijk ontstaan die laat zien hoe onwetendheid tot voortdurende wedergeboorte leidt.
Van alle dingen die door een oorzaak ontstaan,
De Tathagata (Boeddha) heeft de oorzaak ervan uiteengezet;
En hoe ze tot hun einde komen, dat vertelt hij ook,
Dit is de leer van de Grote Hermiet.
(Arahant Assaji)

## Causaliteit
Wederzijds afhankelijk ontstaan is een logische uitwerking van het principe van causaliteit. Dit wordt in het boeddhisme op de volgende manier kort omschreven:
1. Wanneer dit er is, is dat er ook.
2. Van het ontstaan van dit komt het ontstaan van dat.
3. Wanneer dit er niet is, is dat er ook niet.
4. Van het eindigen van dit komt de beëindiging van dat.

Deze causaliteit is de grondslag van het gehele bestaan. Alle geconditioneerde fenomenen in het universum ontstaan door andere fenomenen, en zijn daarom tijdelijk en leeg, zonder een essentieel en onveranderlijk zelf. Het Nirvana is het enige onvoorwaardelijke verschijnsel, en niet onderhevig aan causaliteit.

## De keten van wederzijds afhankelijk ontstaan
In de keten van wederzijds afhankelijk ontstaan gaat de Boeddha in op de oorzaak van het lijden. De keten laat zien welke ontstaansvoorwaarde voorafgaat aan het lijden. Uiteindelijk leidt dit tot de conclusie dat ignorantie (niet-weten of fout-weten) het lijden veroorzaakt, en dat, indien er geen ignorantie aanwezig is, er ook geen lijden aanwezig kan zijn. Dit is het doel van de boeddhistische weg.

### Twaalfvoudige keten
In de Tripitaka staan verschillende ketens genoemd, variërend in aantal. De bekendste is de 12-voudige keten van oorzaken. Deze is als volgt:
| Oorzaak                    | Toelichting                                                              |
| -------------------------- | ------------------------------------------------------------------------ |
| 1. Ignorantie              | Onwetendheid (Avidya), fout-weten                                        |
| 2. Mentale formaties       | Sankharas: opwellingen, intenties                                        |
| 3. Bewustzijn              | Vijnana                                                                  |
| 4. Naam en vorm (nama-rupa | Geest en lichaam, oftewel de vijf khandhas)                              |
| 5. De zes zintuigen        | zie, horen, voelen (tastzin), ruiken, proeven, intellect                 |
| 6. Contact                 | Het samenkomen van bewustzijn, een zintuig en een zintuiglijk object.    |
| 7. Gewaarwording en gevoel | Cognitie en gevoelsmatige beoordeling: plezierig, neutraal of onprettig. |
| 8. Verlangen of begeerte   |                                                                          |
| 9. Hechting of gehechtheid |                                                                          |
| 10. 'Worden'               | Of: het opnemen of veronderstellen van een identiteit                    |
| 11. Geboorte               |                                                                          |
| 12. Ouderdom en dood       |                                                                          |

Deze keten van oorzaken wordt soms geanalyseerd in de 'voorwaartse' richting, en soms in de 'terugkerende' richting. In de voorwaartse richting begint men met ignorantie, en beziet hoe dit leidt tot (uiteindelijk) ouderdom en dood. De terugkerende richting gaat uit van ouderdom en dood, en kijkt naar wat de oorzaak hiervan is. Deze terugkerende richting werd door de Boeddha als eerste gebruikt, later gebruikte hij ook de voorwaartse richting.

### Negenvoudige keten
In de 9-voudige keten is bewustzijn de eerste (of laatste) stap, en wordt gesteld dat bewustzijn en nama-rupa elkaar als voorwaarde hebben. Er ontstaat een nieuwe menselijke existentie als bewustzijn de baarmoeder binnengaat en zich verenigt met het daar aanwezige embryo. Dit sluit aan bij latere leerstellingen, zoals in de Yogacara, waarin de alija-vijnana de drager is van de karmische zaden, en de verbindende schakel vormt tussen twee existenties. Maar het heeft ook bijgedragen aan het ontstaan van het idee van de tathagatagarba en de boeddha-natuur, doordat het bewustzijn een ongeconditioneerd fenomeen lijkt te zijn.

### Vergelijking met de vijf khandhas
Schumann stelt dat de keten van wederzijds afhankelijk ontstaan een latere synthese is van boeddhistische leerstellingen, bedoeld om deze inzichtelijker te maken. Vergelijking met de vijf khandhas laat zien dat de keten logische inconsistenties bevat, die op deze wijze verklaard kunnen worden. Zo kan verklaard worden dat nama-rupa en bewustzijn in de 9-voudige keten het begin- of eindpunt vormen, terwijl in de 12-voudige keten onwetendheid en opwellingen hier aan voorafgaan. Deze kunnen alleen maar bestaan als nama-rupa en bewustzijn aanwezig zijn.
Schumann stelt, in navolging van Buddhaghosa en Vasubandhu dat de 12-voudige keten zich uitstrekt over drie existenties, en de opeenvolging van wedergeboortes illustreert. Buddhaghosa en Vasubandhu hanteren een 2-8-2 schema. Schumann hanteert een iets andere indeling. Door de vijf khandhas er naast te zetten wordt dit duidelijk:
| De 12-voudige keten  | De 5 khandhas    |
| -------------------- | ---------------- |
| Eerste existentie    |                  |
|                      | 1. Lichaam       |
|                      | 2. Gewaarwording |
|                      | 3. Waarneming    |
| 1. Onwetendheid      |                  |
| 2. Opwellingen       | 4. Opwellingen   |
| 3. Bewustzijn        | 5. Bewustzijn    |
| Tweede existentie    |                  |
| 4. Naam en vorm      | 1. Lichaam       |
| 5. De zes zintuigen  |                  |
| 6. Aanraking         |                  |
| 7. Gewaarwording     | 2. Gewaarwording |
|                      | 3. Waarneming    |
|                      | 4. Opwellingen   |
|                      | 5. Bewustzijn    |
| 8. Begeerte          |                  |
| 9. Gehechtheid       |                  |
| Derde existentie     |                  |
| 10. Worden           |                  |
|                      | 1. Lichaam       |
| 11. Geboorte         |                  |
|                      | 2. Gewaarwording |
|                      | 3. Waarneming    |
|                      | 4. Opwellingen   |
|                      | 5. Bewustzijn    |
| 12. Ouderdom en dood |                  |

## Verder lezen
- Schumann, Hans Wolfgang (1997), Boeddhisme. Stichter, scholen en systemen. Rotterdam: Asoka
- Kalupahana, David J. (1992), A history of Buddhist philosophy. Delhi: Motilal Banarsidass Publishers Private Limited